# Tarsius wallacei
Tarsius wallacei (лат.) — вид приматов семейства долгопятовые.

## Таксономия
Вид впервые был описан приматологом Стефаном Меркером в 2010 году, типовая местность находится в 9 км южнее Палу, столицы Центрального Сулавеси. Видовое название дано в честь британского натуралиста Альфреда Уоллеса.

## Описание
Вид сходен в размерах с другими долгопятами, населяющими низинные участки леса, длина тела без хвоста от 10 до 15 см. Глаза большие, «маска» на морде явно выражена, за ушами белые пятна, хвост длинный, с большой пушистой кисточкой на конце. Шерсть преимущественно желтовато-коричневая, горло медно-красного оттенка. Морфологически близок другим видам долгопятов, однако имеет отличительный брачный крик.

## Распространение
Эндемик острова Сулавеси в Индонезии. Существуют две отдельные популяции, разделённые заливом Палу, городом Палу и южной частью перешейка Палу. Южная популяция занимает площадь около 50 км2.

## Статус популяции
Ареал вида, особенно южной популяции, небольшой, и постоянно сокращается из-за вырубки леса для нужд сельского хозяйства. Международный союз охраны природы присвоил виду охранный статус «данных недостаточно».